# Acanthocolpus
Acanthocolpus is een geslacht van parasitaire platwormen (Platyhelminthes) uit de familie Acanthocolpidae. De wetenschappelijke naam is in 1906 door Max Lühe gepubliceerd.
De typesoort is Acanthocolpus liodorus, die Lühe in dezelfde publicatie beschreef als nieuwe soort. Het is een parasiet die gevonden werd in de ingewanden van de wolfharing (Chirocentrus dorab) nabij de kustplaats Kalpitiya op Ceylon.

## Soorten
- Acanthocolpus acanthocepolae Shen, 1990
- Acanthocolpus aegyptiacus Ramadan, 1987
- Acanthocolpus amrawatai Mishra, Chandra & Saxena, 2013
- Acanthocolpus caballeroi Gupta & Sharma, 1972
- Acanthocolpus chorinemusi Gupta & Srivastava, 1989
- Acanthocolpus durghai Mishra, Chandra & Saxena, 2013
- Acanthocolpus elongatus Bhutta & Khan, 1975
- Acanthocolpus equulai Gupta & Srivastava, 1989
- Acanthocolpus ghaffari (Rabie & Ahmed, 2000)
- Acanthocolpus indicus Srivastava, 1939
- Acanthocolpus liodorus Lühe, 1906
- Acanthocolpus lutijanusi Gupta & Srivastava, 1989
- Acanthocolpus manteri Pandey & Tewari, 1984
- Acanthocolpus sanyaensis Shen, 1990
- Acanthocolpus valiyathurai Varma & Singh, 1983

De taxonomische status van de volgende namen is aan twijfel onderhevig ("taxon inquirendum"):
- Acanthocolpus dorabi Gupta & Ahmad, 1981
- Acanthocolpus microtesticulus Lokhande, 1990
- Acanthocolpus srivastavai Varma & Singh, 1987
- Acanthocolpus thapari Gupta & Ahmad, 1981